# Philippe-Louis d'Erbach-Erbach
Philippe-Louis, comte d'Erbach-Erbach (10 juin 1669 – 17 juin 1720), est un prince allemand et comte d'Erbach, Freienstein, Wildenstein, Michelstadt et Breuberg.

## Biographie
Né à Erbach, il est le troisième enfant et fils aîné de Georges-Louis d'Erbach-Erbach et de son épouse, Amélie-Catherine de Waldeck-Eisenberg, fille de Philippe-Dietrich de Waldeck.
Il poursuit une carrière militaire et, finalement, est nommé Lieutenant général par les États généraux des Pays-Bas. En 1693, après la mort de son père, Philippe Louis hérite de tous ses domaines, conjointement avec ses deux frères survivants, mais en fait, il réussit à maintenir sa pleine autorité.
À Erbach le 16 janvier 1706 il épouse une cousine de sa mère Albertine Élisabeth de Waldeck (9 février 1664 – 1er novembre 1727), fille du Georges Frédéric de Waldeck et de son épouse Élisabeth-Charlotte de Nassau-Siegen. Ils n'ont pas d'enfants.
Philippe Louis est mort en Cobourg de 51 ans. Parce qu'il est mort sans héritier, son seul survivant frère Frédéric-Charles d'Erbach-Limpourg, hérite de tous ses domaines.